# Metropolia Calabozo
Metropolia Calabozo – metropolia rzymskokatolicka w Wenezueli utworzona 17 czerwca 1995 roku.

## Diecezje wchodzące w skład metropolii
- Archidiecezja Calabozo
  - Diecezja San Fernando de Apure
  - Diecezja Valle de la Pascua

## Biskupi
- Metropolita: abp Manuel Felipe Díaz Sánchez (od 2008) (Calabozo)
- Sufragan: bp Alfredo Enrique Torres Rondón (od 2016) (San Fernando de Apure)
- Sufragan: bp Ramón José Fernández Aponte (od 2004) (Valle de la Pascua)

## Główne świątynie metropolii
- Katedra Wszystkich Świętych w Calabozo
- Katedra Matki Boskiej z Góry Karmel w San Fernando de Apure
- Katedra Matki Boskiej z Candelaria w Valle de la Pascua